# ویکراماسینگهاپورا
ویکراماسینگهاپورا (به لاتین: Wickramasinghapura) یک منطقهٔ مسکونی در سری‌لانکا است که در ناحیه کلمبو واقع شده‌است.